# توپ‌های کوهستانی

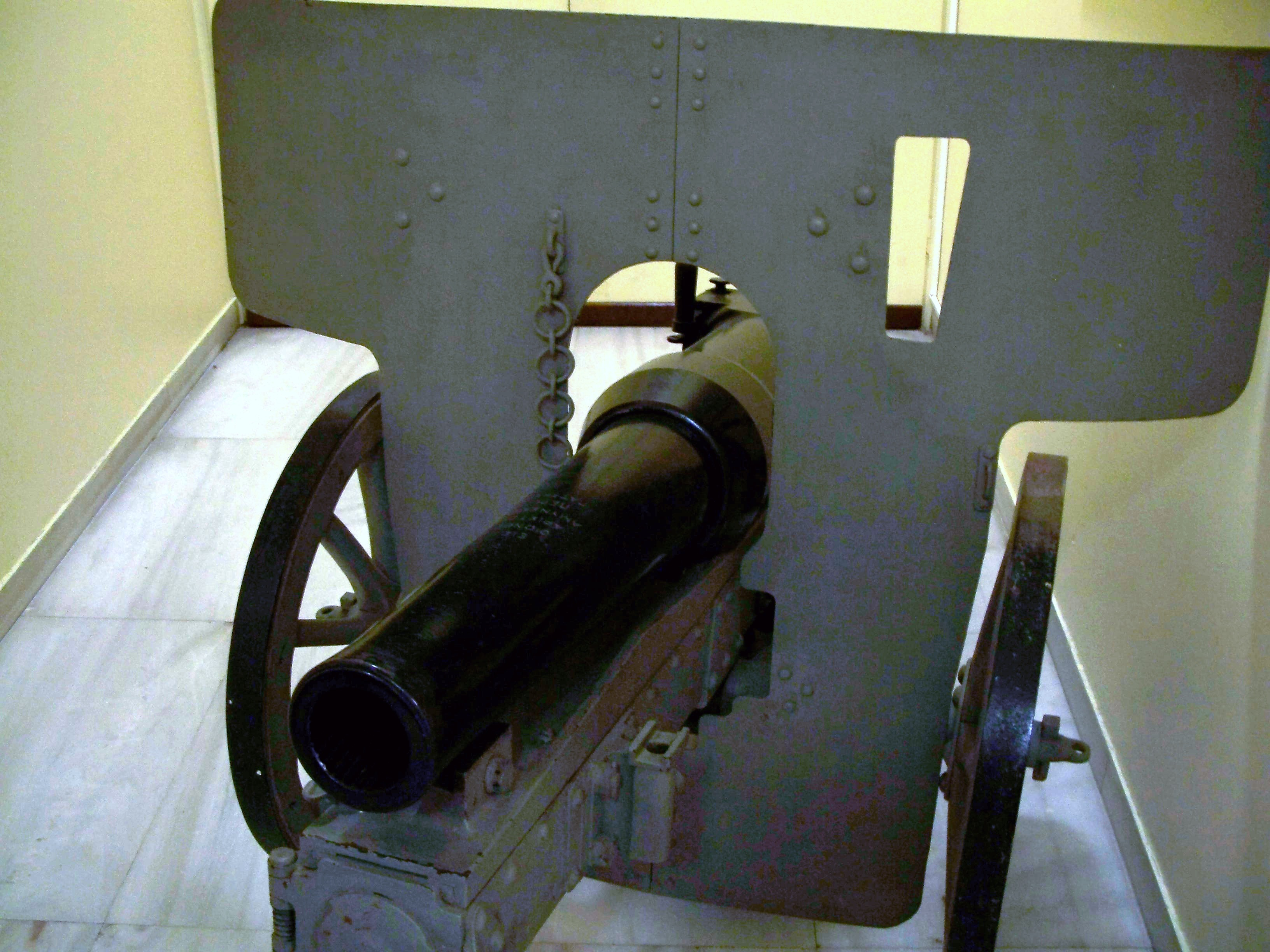
اسلحه اصلی P. Lykoudis که در سال ۱۸۹۱ قابل جداسازی بود با کنترل پس‌انداز

تفنگ‌های کوهستانی قطعات توپخانه ای هستند که برای استفاده در جنگ‌های کوهستانی و مناطقی که حمل و نقل معمولی با چرخ امکان‌پذیر نیست طراحی شده‌اند. آنها شبیه اسلحه‌های پشتیبانی پیاده‌نظام هستند و به‌طور کلی می‌توانند به بارهای کوچکتر تقسیم شوند (برای حمل و نقل با اسب، انسان، قاطر، تراکتور و/یا کامیون).
به دلیل توانایی آنها در شکستن به «بسته های» کوچکتر، گاهی اوقات آنها را اسلحه بسته یا هویتزر بسته می‌نامند. در طول جنگ داخلی آمریکا این اسلحه‌های کوچک قابل حمل به‌طور گسترده مورد استفاده قرار گرفتند و به آنها هویتزرهای کوهستانی می‌گفتند.
اولین طرح‌های تفنگ‌های مدرن مدرن با کنترل عقب‌نشینی و قابلیت شکستن آسان و مونتاژ مجدد به واحدهای بسیار کارآمد توسط دو مهندس ارتش یونان به نام‌های P. Lykoudis و Panagiotis Danglis (که اسلحه Schneider-Danglis به نام آنها نامگذاری شد) ساخته شد. در دهه ۱۸۹۰
اسلحه‌های کوهستانی تا حد زیادی منسوخ شده‌اند و نقش آنها توسط هویتزرها، خمپاره‌ها، پرتابگرهای متعدد راکت، تفنگ‌های بدون پس‌انداز و موشک‌ها پر می‌شود. اکثر توپخانه‌های مدرن از مواد سبک‌وزن ساخته می‌شوند و می‌توان آنها را به‌طور کامل توسط هلیکوپترها مونتاژ کرد.

## تصاویر

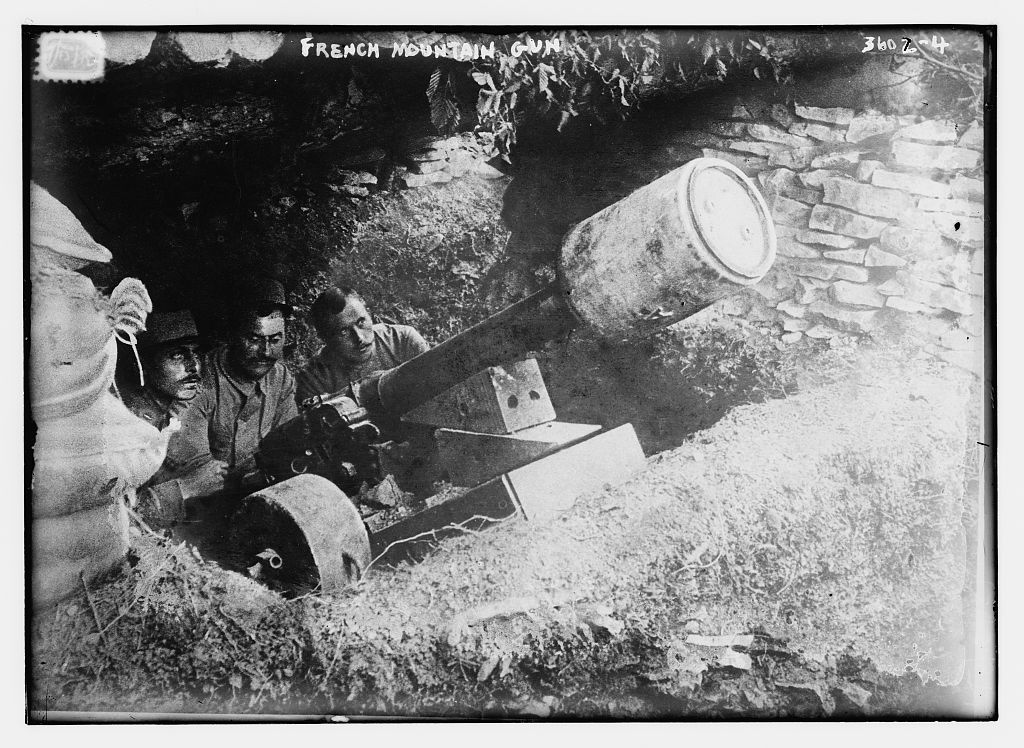
80 تفنگ کوهستانی فرانسوی میلی متری با ۵۹-کیلوگرم (۱۳۰-پوند) معدن هوا متصل ج. ۱۹۱۵
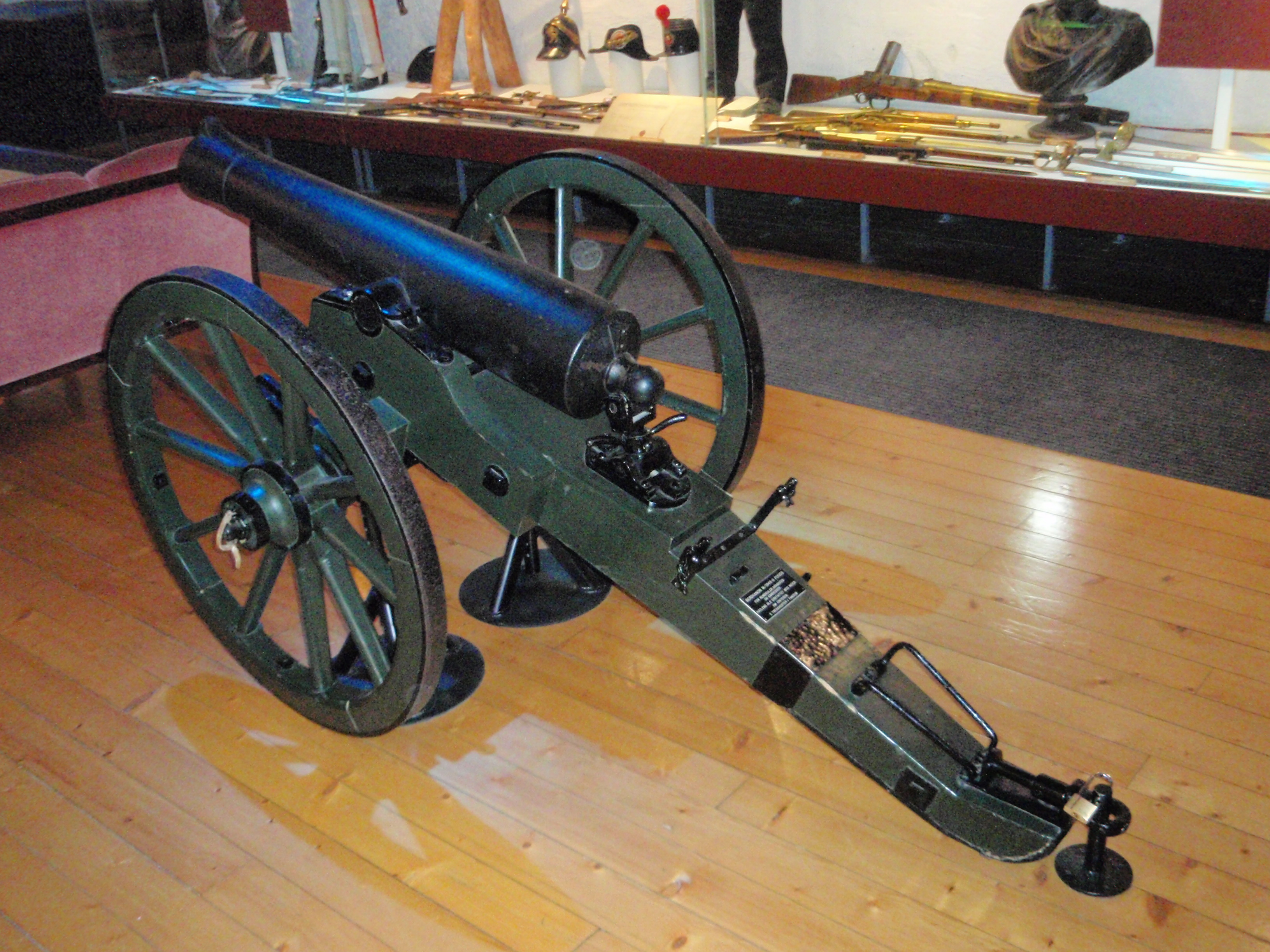
توپ کوهستانی ۶ پوندی نروژی 1848
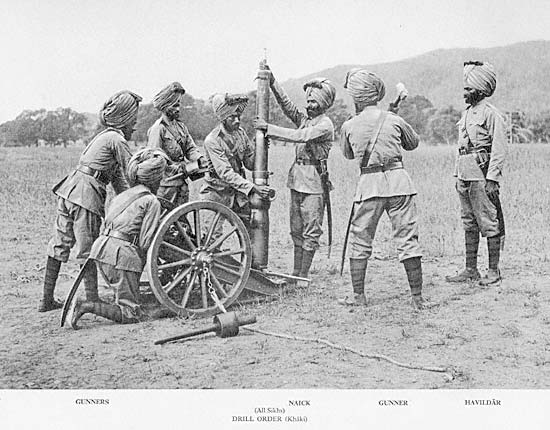
خدمه ارتش هند بریتانیا یک "تفنگ پیچی" ۲٫۵ اینچی با پوزه را جمع می‌کنند. 1895
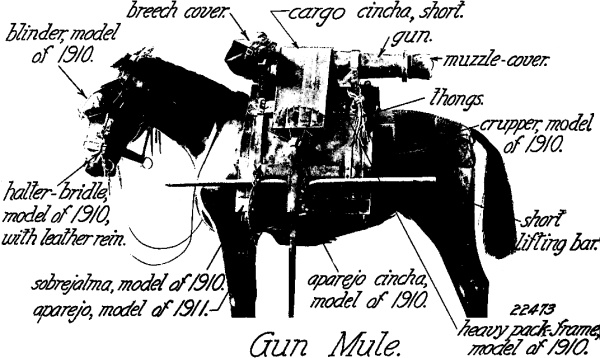
حمل قاطر بشکه هویتزر ۷۵ میلی متری ارتش ایالات متحده c. 1916
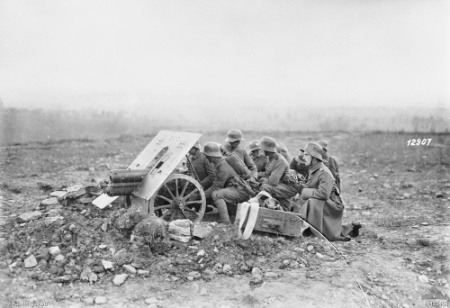
خدمه آلمانی با استفاده از اشکودا ۷۵ میلی متری مدل ۱۵ به عنوان یک اسلحه ضد تانک بداهه، 1918
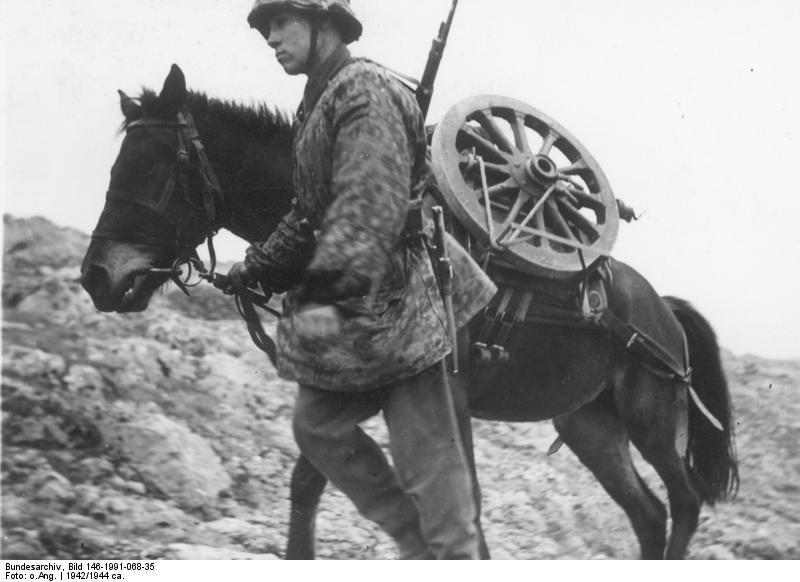
حمل و نقل چرخ‌های تفنگ ارتش آلمان، 1942
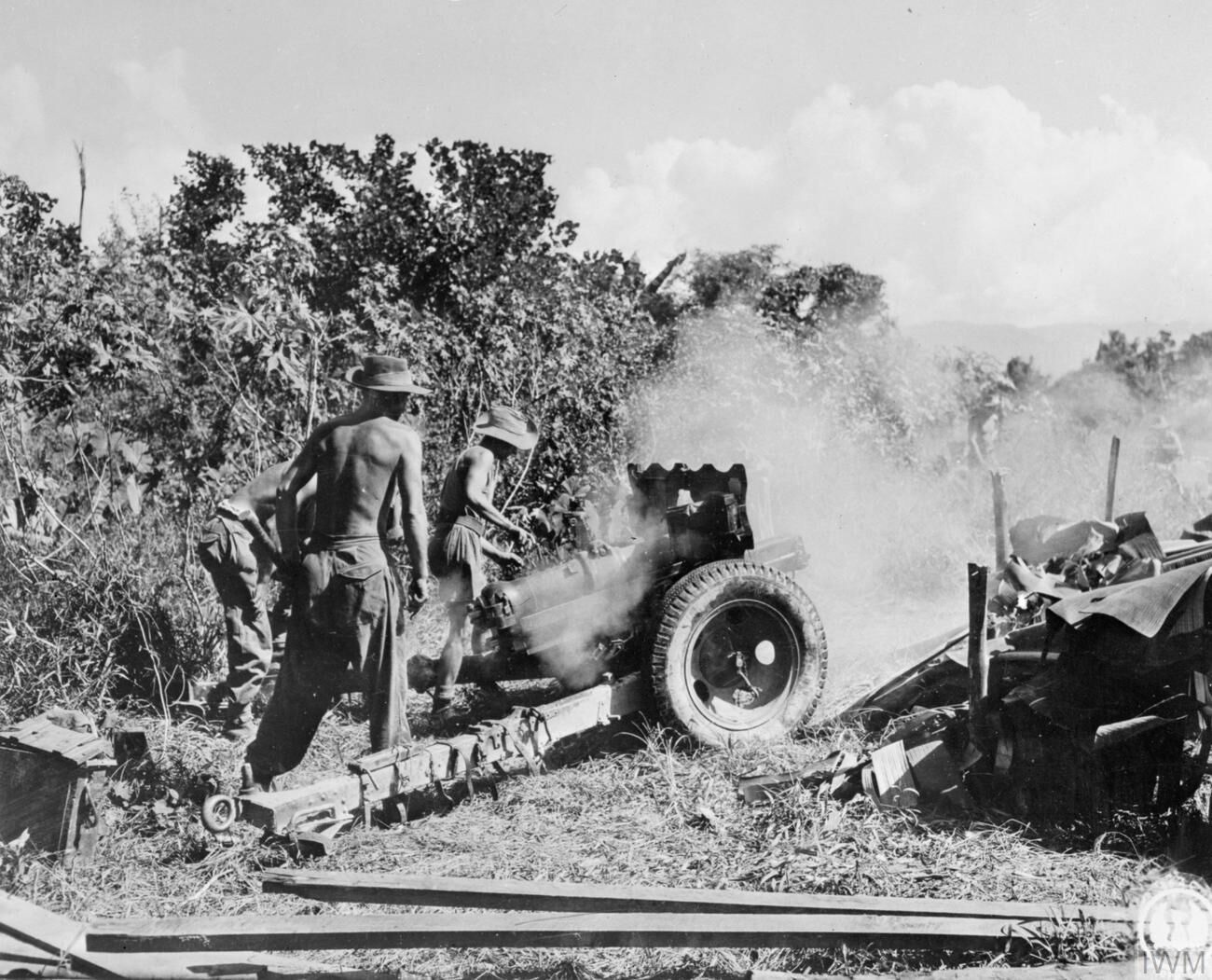
خدمه هویتزر کوه ۳٫۷ اینچی بریتانیایی در حال عملیات در برمه، 1944
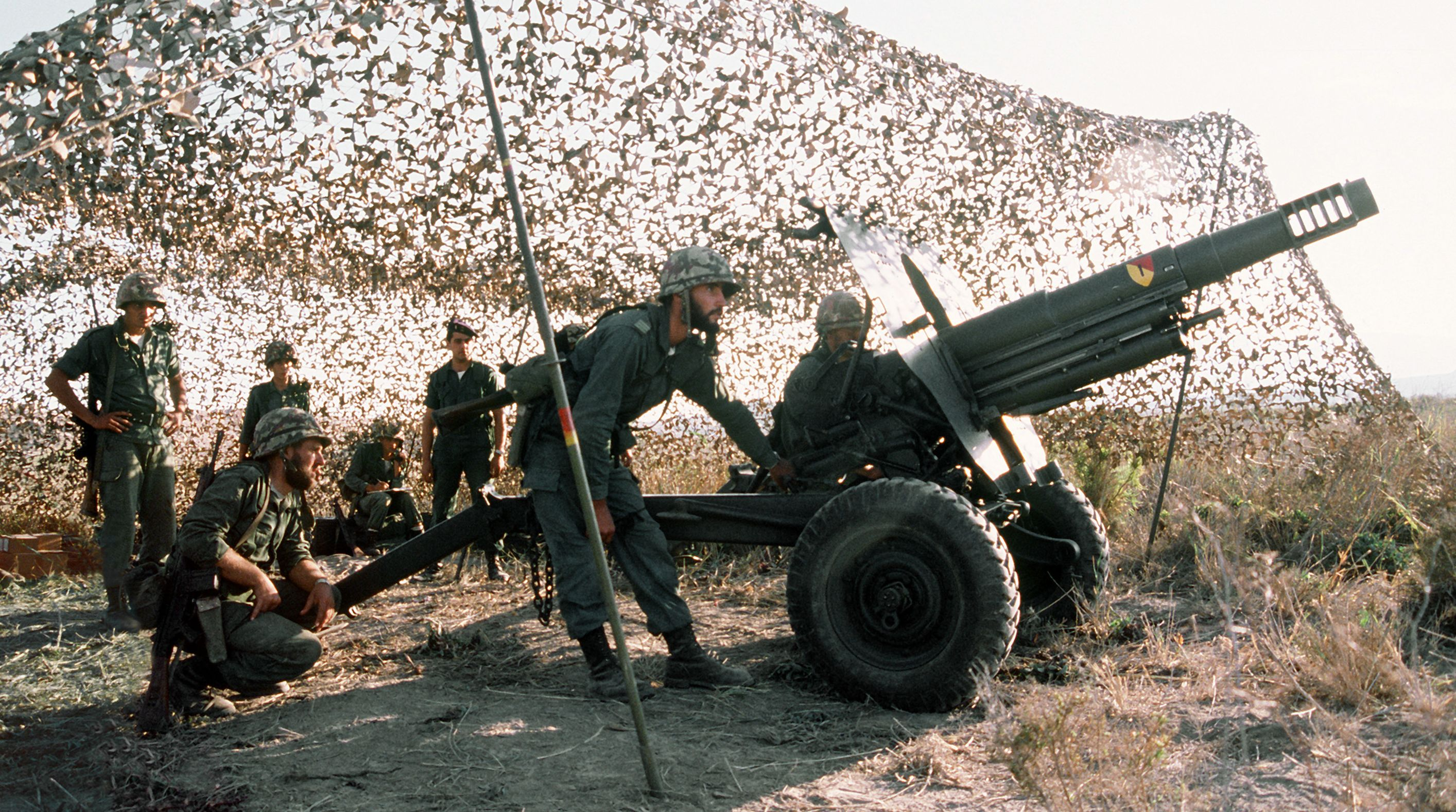
تفنگداران دریایی اسپانیایی یک هویتزر ۱۰۵ میلی متری Oto Melara را در سال ۱۹۸۱ سرنشین کردند
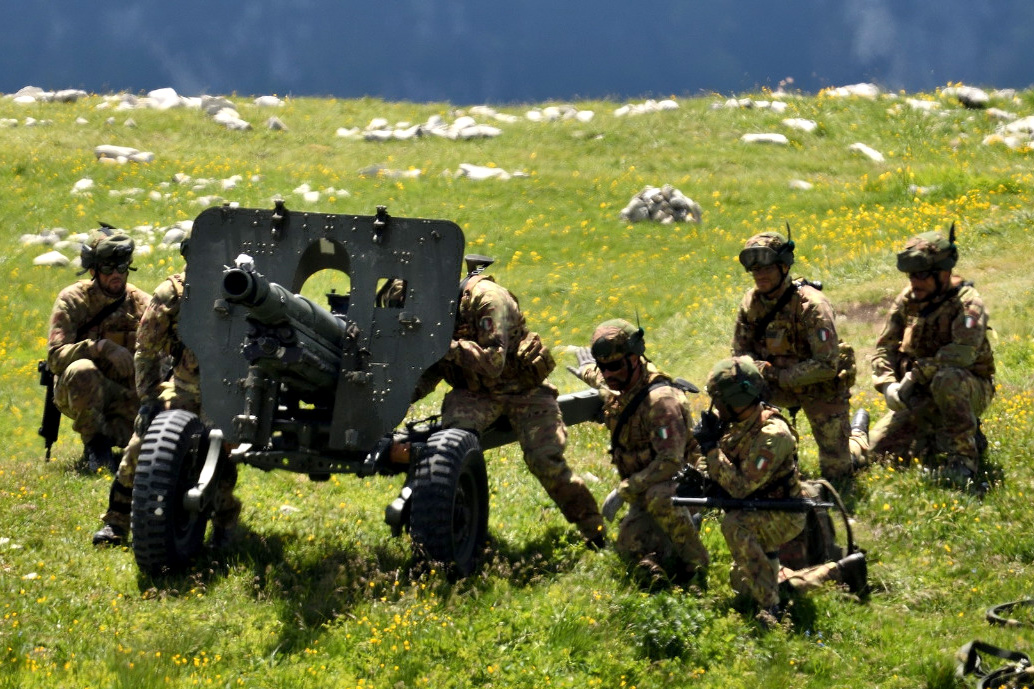
نیروهای توپخانه کوهستانی ایتالیا با مود ۵۶ در دولومیت در سال 2019